# Kim Byung-ji
Kim Byung-ji (en hangul, 김병지; en hanja, 金 秉址; nacido el 12 de mayo de 1970 en Miryang, Gyeongsang del Sur) es un exfutbolista surcoreano. Jugaba de guardameta y su último club fue el Jeonnam Dragons de Corea del Sur.

## Trayectoria

### Clubes como futbolista
| Club                      | País          | Año         |
| ------------------------- | ------------- | ----------- |
| Sangmu (servicio militar) | Corea del Sur | 1990 - 1992 |
| Ulsan Hyundai Horang-i    | Corea del Sur | 1992 - 2000 |
| Pohang Steelers           | Corea del Sur | 2001 - 2005 |
| F.C. Seoul                | Corea del Sur | 2006 - 2008 |
| Gyeongnam F.C.            | Corea del Sur | 2009 - 2012 |
| Jeonnam Dragons           | Corea del Sur | 2013 - 2015 |

### Selección nacional como futbolista
| Selección | País          | Año         |
| --------- | ------------- | ----------- |
| Absoluta  | Corea del Sur | 1995 - 2008 |

### Clubes como entrenador
| Club                        | País          | Año         |
| --------------------------- | ------------- | ----------- |
| Gyeongnam F.C. (asistente)  | Corea del Sur | 2009 - 2012 |
| Jeonnam Dragons (asistente) | Corea del Sur | 2013        |

## Estadísticas

### Clubes
| Club                   | Año           | Liga          | Liga  | Liga  | Copa  | Copa  | Copa de la Liga | Copa de la Liga | Continental | Continental | Total | Total |
| Club                   | Año           | División      | Part. | Goles | Part. | Goles | Part.           | Goles           | Part.       | Goles       | Part. | Goles |
| ---------------------- | ------------- | ------------- | ----- | ----- | ----- | ----- | --------------- | --------------- | ----------- | ----------- | ----- | ----- |
| Sangmu FC              | 1990          | Liga Nacional |       |       | —     | —     | —               | —               | —           | —           |       |       |
| Sangmu FC              | 1991          | Liga Nacional |       |       | —     | —     | —               | —               | —           | —           |       |       |
| Sangmu FC              | 1992          | Liga Nacional |       |       | —     | —     | —               | —               | —           | —           |       |       |
| Sangmu FC              | Total         | Total         |       |       | —     | —     | —               | —               | —           | —           |       |       |
| Ulsan Hyundai Horang-i | 1992          | K League      | 6     | 0     | —     | —     | 4               | 0               | —           | —           | 10    | 0     |
| Ulsan Hyundai Horang-i | 1993          | K League      | 21    | 0     | —     | —     | 4               | 0               | —           | —           | 25    | 0     |
| Ulsan Hyundai Horang-i | 1994          | K League      | 24    | 0     | —     | —     | 3               | 0               | —           | —           | 27    | 0     |
| Ulsan Hyundai Horang-i | 1995          | K League      | 28    | 0     | —     | —     | 7               | 0               | —           | —           | 35    | 0     |
| Ulsan Hyundai Horang-i | 1996          | K League      | 25    | 0     | 0     | 0     | 5               | 0               |             |             | 30    | 0     |
| Ulsan Hyundai Horang-i | 1997          | K League      | 13    | 0     | 2     | 0     | 7               | 0               |             |             | 22    | 0     |
| Ulsan Hyundai Horang-i | 1998          | K League      | 22    | 1     | 0     | 0     | 3               | 0               |             |             | 25    | 1     |
| Ulsan Hyundai Horang-i | 1999          | K League      | 12    | 0     | 3     | 0     | 8               | 0               | —           | —           | 23    | 0     |
| Ulsan Hyundai Horang-i | 2000          | K League      | 26    | 1     | 2     | 0     | 5               | 1               | —           | —           | 33    | 2     |
| Ulsan Hyundai Horang-i | Total         | Total         | 177   | 2     | 7     | 0     | 46              | 1               |             |             | 230   | 3     |
| Pohang Steelers        | 2001          | K League      | 22    | 0     | 4     | 0     | 3               | 0               | —           | —           | 29    | 0     |
| Pohang Steelers        | 2002          | K League      | 21    | 0     | 4     | 0     | 0               | 0               | —           | —           | 25    | 0     |
| Pohang Steelers        | 2003          | K League      | 43    | 0     | 0     | 0     | —               | —               | —           | —           | 43    | 0     |
| Pohang Steelers        | 2004          | K League      | 27    | 0     | 0     | 0     | 12              | 0               | —           | —           | 39    | 0     |
| Pohang Steelers        | 2005          | K League      | 24    | 0     | 3     | 0     | 12              | 0               | —           | —           | 39    | 0     |
| Pohang Steelers        | Total         | Total         | 137   | 0     | 11    | 0     | 27              | 0               | —           | —           | 175   | 0     |
| F.C. Seoul             | 2006          | K League      | 27    | 0     | 3     | 0     | 13              | 0               | —           | —           | 43    | 0     |
| F.C. Seoul             | 2007          | K League      | 26    | 0     | 3     | 0     | 12              | 0               | —           | —           | 41    | 0     |
| F.C. Seoul             | 2008          | K League      | 5     | 0     | 1     | 0     | 1               | 0               | —           | —           | 7     | 0     |
| F.C. Seoul             | Total         | Total         | 58    | 0     | 7     | 0     | 26              | 0               | —           | —           | 91    | 0     |
| Gyeongnam F.C.         | 2009          | K League      | 26    | 0     | 2     | 0     | 3               | 0               | —           | —           | 31    | 0     |
| Gyeongnam F.C.         | 2010          | K League      | 29    | 0     | 2     | 0     | 6               | 0               | —           | —           | 37    | 0     |
| Gyeongnam F.C.         | 2011          | K League      | 30    | 0     | 0     | 0     | 3               | 0               | —           | —           | 33    | 0     |
| Gyeongnam F.C.         | 2012          | K League      | 37    | 0     | 4     | 0     | —               | —               | —           | —           | 41    | 0     |
| Gyeongnam F.C.         | Total         | Total         | 122   | 0     | 8     | 0     | 12              | 0               | —           | —           | 142   | 0     |
| Jeonnam Dragons        | 2013          | K League 1    | 36    | 0     | 0     | 0     | —               | —               | —           | —           | 36    | 0     |
| Jeonnam Dragons        | 2014          | K League 1    | 38    | 0     | 1     | 0     | —               | —               | —           | —           | 38    | 0     |
| Jeonnam Dragons        | 2015          | K League 1    | 27    | 0     | 4     | 0     | —               | —               | —           | —           | 27    | 0     |
| Jeonnam Dragons        | Total         | Total         | 101   | 0     | 5     | 0     | 0               | 0               | —           | —           | 106   | 0     |
| Total carrera          | Total carrera | Total carrera | 595   | 2     | 38    | 0     | 111             | 1               |             |             | 744   | 3     |

### Selección nacional
Fuente:
| Selección de Corea del Sur | Selección de Corea del Sur | Selección de Corea del Sur |
| Año                        | Part.                      | Goles                      |
| -------------------------- | -------------------------- | -------------------------- |
| 1995                       | 4                          | 0                          |
| 1996                       | 13                         | 0                          |
| 1997                       | 10                         | 0                          |
| 1998                       | 16                         | 0                          |
| 1999                       | 3                          | 0                          |
| 2000                       | 4                          | 0                          |
| 2001                       | 2                          | 0                          |
| 2002                       | 8                          | 0                          |
| 2003                       | 0                          | 0                          |
| 2004                       | 0                          | 0                          |
| 2005                       | 0                          | 0                          |
| 2006                       | 0                          | 0                          |
| 2007                       | 0                          | 0                          |
| 2008                       | 1                          | 0                          |
| Total                      | 61                         | 0                          |

#### Vallas invictas internacionales
| No  | Fecha                   | Sede                        | Oponente               | Resultado | Competición                                          |
| --- | ----------------------- | --------------------------- | ---------------------- | --------- | ---------------------------------------------------- |
| 1.  | 5 de junio de 1995      | Suwon, Corea del Sur        | Costa Rica             | 1–0       | Korea Cup 1995                                       |
| 2.  | 5 de agosto de 1996     | Ciudad Ho Chi Minh, Vietnam | Guam                   | 9–0       | Eliminatorias para la Copa Asiática 1996             |
| 3.  | 8 de agosto de 1996     | Ciudad Ho Chi Minh, Vietnam | China Taipéi           | 4–0       | Eliminatorias para la Copa Asiática 1996             |
| 4.  | 11 de agosto de 1996    | Ciudad Ho Chi Minh, Vietnam | Vietnam                | 4–0       | Eliminatorias para la Copa Asiática 1996             |
| 5.  | 18 de enero de 1997     | Melbourne, Australia        | Noruega                | 1–0       | Opus Tournament 1997                                 |
| 6.  | 22 de febrero de 1997   | Hong Kong                   | Hong Kong              | 2–0       | Eliminatorias para la Copa Mundial de Fútbol de 1998 |
| 7.  | 4 de octubre de 1997    | Seúl, Corea del Sur         | Emiratos Árabes Unidos | 3–0       | Eliminatorias para la Copa Mundial de Fútbol de 1998 |
| 8.  | 15 de abril de 1998     | Bratislava, Eslovaquia      | Eslovaquia             | 0–0       | Partido amistoso                                     |
| 9.  | 19 de mayo de 1998      | Seúl, Corea del Sur         | Jamaica                | 0–0       | Partido amistoso                                     |
| 10. | 22 de noviembre de 1998 | Shanghái, China             | China                  | 0–0       | Partido amistoso                                     |
| 11. | 4 de diciembre de 1998  | Bangkok, Tailandia          | Vietnam                | 4–0       | Juegos Asiáticos de 1998                             |
| 12. | 7 de diciembre de 1998  | Bangkok, Tailandia          | Japón                  | 2–0       | Juegos Asiáticos de 1998                             |
| 13. | 11 de diciembre de 1998 | Bangkok, Tailandia          | Kuwait                 | 1–0       | Juegos Asiáticos de 1998                             |
| 14. | 28 de marzo de 1999     | Seúl, Corea del Sur         | Brasil                 | 1–0       | Partido amistoso                                     |
| 15. | 21 de enero de 2000     | Auckland, Nueva Zelanda     | Nueva Zelanda          | 1–0       | Partido amistoso                                     |
| 16. | 15 de febrero de 2000   | Los Ángeles, Estados Unidos | Canadá                 | 0–0       | Copa de Oro de la Concacaf 2000                      |
| 17. | 9 de diciembre de 2001  | Seogwipo, Corea del Sur     | Estados Unidos         | 1–0       | Partido amistoso                                     |
| 18. | 23 de enero de 2002     | Pasadena, Estados Unidos    | Cuba                   | 0–0       | Copa de Oro de la Concacaf 2002                      |
| 19. | 13 de marzo de 2002     | Radès, Túnez                | Túnez                  | 0–0       | Partido amistoso                                     |
| 20. | 26 de marzo de 2002     | Bochum, Alemania            | Turquía                | 0–0       | Partido amistoso                                     |
| 21. | 20 de abril de 2002     | Daegu, Corea del Sur        | Costa Rica             | 2–0       | Partido amistoso                                     |

#### Participaciones en fases finales
| Torneo                          | Sede                  | Resultado        | Partidos | Goles |
| ------------------------------- | --------------------- | ---------------- | -------- | ----- |
| Copa Asiática 1996              | EAU                   | Cuartos de final | 4        | 0     |
| Copa Mundial de Fútbol de 1998  | Francia               | Primera fase     | 3        | 0     |
| Juegos Asiáticos de 1998        | Bangkok               | Cuartos de final | —        | —     |
| Copa de Oro de la Concacaf 2000 | Estados Unidos        | Primera fase     | 2        | 0     |
| Copa de Oro de la Concacaf 2002 | Estados Unidos        | Cuarto puesto    | 2        | 0     |
| Copa Mundial de Fútbol de 2002  | Corea del Sur / Japón | Cuarto puesto    | 0        | 0     |